# Petr Gazdík

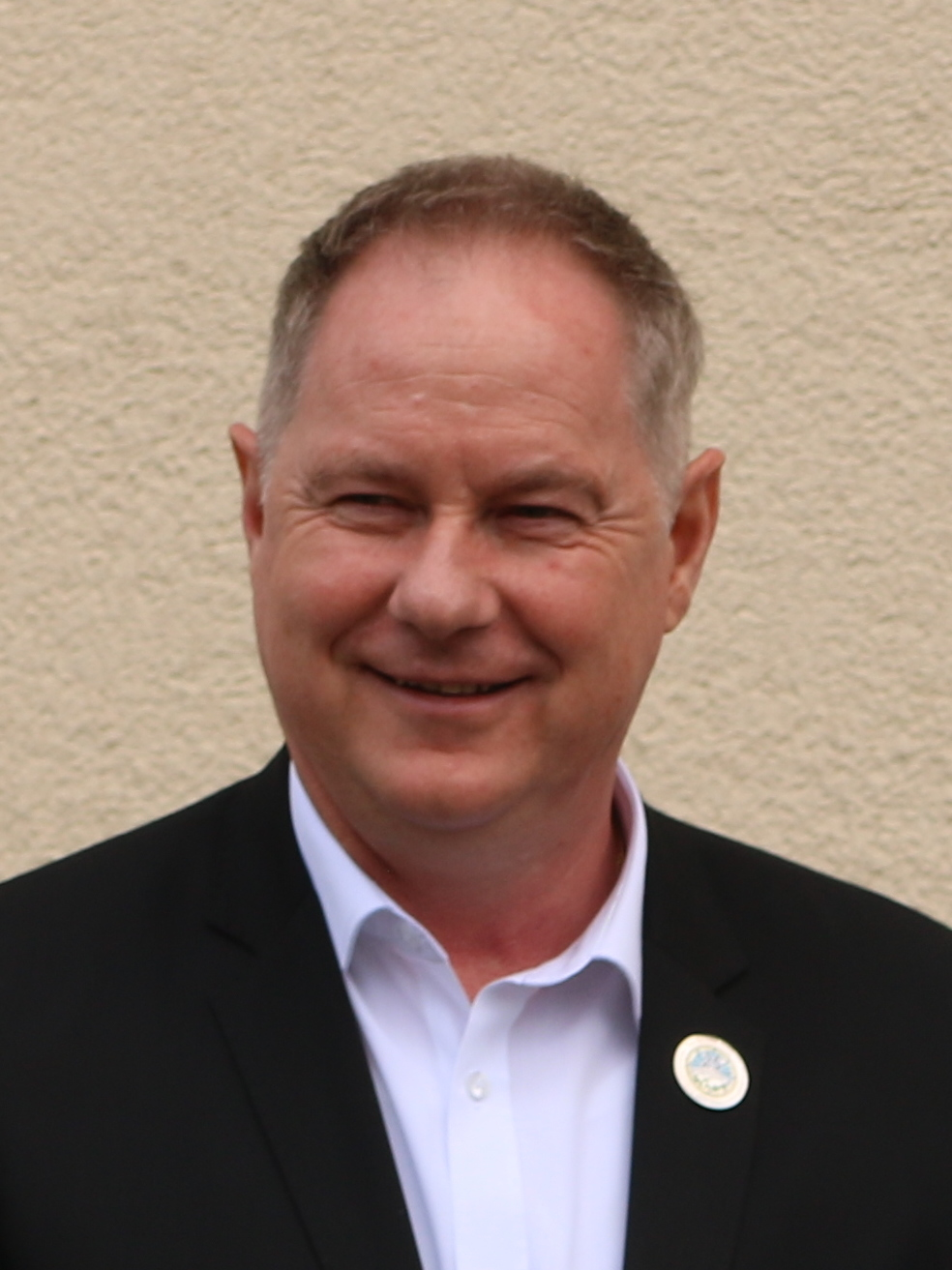
Petr Gazdík (2022)

Petr Gazdík (* 26. Juni 1974 in Uherské Hradiště) ist ein tschechischer Politiker und ehemaliger Vorsitzender der parteiähnlichen, liberal-konservativen Bewegung Starostové a nezávislí (Bürgermeister und Unabhängige). 2010 wurde er Mitglied des tschechischen Abgeordnetenhauses. Im Dezember 2013 wurde er zu einem der vier Vizepräsidenten der Kammer gewählt. Von Dezember 2021 bis Juni 2022 war er Minister für Bildung, Jugend und Sport der Tschechischen Republik.

## Leben
Nach dem Abitur 1992 und nach seinem Lehrerstudium an der Pädagogischen Fakultät der Masaryk-Universität in Brünn (1996) war Gazdík bis 2002 als Lehrer an der Grundschule in Bánov tätig. 2002 und 2006 wurde er zum Bürgermeister der Gemeinde Suchá Loz gewählt, seit 2010 ist er der stellvertretende Bürgermeister der Gemeinde. 2008 wurde er Vertreter der Region Zlín in der Bewegung Starostové a nezávislí sowie Vorsitzender des Ausschusses für Landwirtschaft, Umwelt und ländliche Entwicklung.
Gazdík engagierte sich seit Beginn in der Bewegung Starostové a nezávislí (STAN), deren Vorsitzender er nach der Gründung 2004 wurde. Nachdem die STAN ein Bündnis mit der Partei TOP 09 eingegangen war und an der Parlamentswahl in Tschechien 2010 auf der Kandidatenliste der TOP 09 teilgenommen hatte, wurde er als einer der drei STAN-Mitglieder in das Abgeordnetenhaus gewählt, wo er 2010–2013 den Fraktionsvorsitz der TOP 09 innehatte. Nachdem Miroslav Kalousek bei der Wahl zum Vizepräsidenten des Abgeordnetenhauses nach der vorgezogenen Wahl 2013 sich nicht durchsetzen konnte, gab Gazdík am 28. November 2013 den Fraktionsvorsitz an diesen weiter und wurde am 12. Dezember im dritten Wahlgang mit 98 von 163 abgegebenen Stimmen zum Vizepräsidenten der Kammer gewählt.
Nach der Abgeordnetenhauswahl in Tschechien 2021 wurde er im November 2021 für den Posten des Ministers für Bildung, Jugend und Sport in der Regierung Petr Fiala vorgeschlagen und am 17. Dezember 2021 vereidigt. Am 19. Juni 2022 gab er seinen Rücktritt als Minister für Bildung, Jugend und Sport zum 30. Juni bekannt. Sein Nachfolger soll Vladimír Balaš werden.